# Les Villards-sur-Thônes
Les Villards-sur-Thônes är en kommun i departementet Haute-Savoie i regionen Auvergne-Rhône-Alpes i sydöstra Frankrike. Kommunen ligger i kantonen Thônes som tillhör arrondissementet Annecy. År 2022 hade Les Villards-sur-Thônes 1 121 invånare.

## Befolkningsutveckling
Antalet invånare i kommunen Les Villards-sur-Thônes
| Referens: INSEE |